# Sarcophaga grunini
Sarcophaga grunini är en tvåvingeart som först beskrevs av Boris Borisovitsch Rohdendorf 1938.  Sarcophaga grunini ingår i släktet Sarcophaga och familjen köttflugor. Inga underarter finns listade i Catalogue of Life.